# Ерзовка (Слободо-Туринский район)
Ерзовка — упразднённая в апреле 2022 года деревня в Слободо-Туринском районе Свердловской области России. Входила в состав муниципального образования «Усть-Ницинское сельское поселение».

## География
Ерзовка была расположена в 13 километрах (по автотрассе в 27 километрах) к юг-юго-востоку от села Туринская Слобода, на правом берегу реки Ницы. В окрестностях деревни, в одном километре к юго-востоку расположено Ерзовское озеро.

## История
В марте 2022 года внесён законопроект об упразднении деревни. 19 апреля 2022 года областным законом № 40-ОЗ деревня была упразднена.

## Население
| 2002 | 2010 |
| ---- | ---- |
| 1    | ↘0   |

## Известные уроженцы
- Шанаурин, Прокопий Степанович (1919—1960) — Герой Советского Союза.